# لطفی الحفار
لطفی الحفار (زاده ۱۸ فوریه ۱۸۸۵ – درگذشته ۴ فوریه ۱۹۶۸) یک تاجر و سیاستمدار سوری و از بنیان‌گذاران تشکل ملی سوریه بود، همچنین چندین منصب وزارتی و نمایندگی سوریه به‌خصوص نخست‌وزیری سوریه را متصدی شده‌است.
الحفار در سال ۱۹۳۹ به نخست‌وزیری و در سال ۱۹۴۳ نمایندگی مجلس سوریه رسید، و همچنین در زمان رئیس‌جمهوری شکری القوتلی و در دولت سعدالله الجابری به عنوان وزیر کشور منصوب شد و تا دولت
فارس الخوری نیز ادامه داشت. او در انتخابات ریاست‌جمهور سوریه در سال ۱۹۵۵ کاندید شد و به نفع شکری القوتلی خود را کنار کشید. الحفار سه بار وزارت داخلی را بر عهده داشت و همچنین پنج بار در انتخابات نمایندگان پیروز شد.